# Подгорье (Вологодский район)
Подгорье — деревня в Вологодском районе Вологодской области.
Входит в состав Спасского сельского поселения, с точки зрения административно-территориального деления — в Спасский сельсовет.
Расстояние по автодороге до районного центра Вологды — 24 км, до центра муниципального образования Непотягово — 14 км. Ближайшие населённые пункты — Ильинское, Подомарцево, Перьево.
В урочище Пасынково построен и начал функционировать полигон для захоронения ТКО.

## Население
| 2010 |
| ---- |
| 0    |

По переписи 2002 года население — 1 человек.